# Slotpark Nymphenburg
Het Slotpark Nymphenburg (Duits:Nymphenburger Schlosspark) is een van de belangrijkste en grootste tuincomplexen van Duitsland. Het vormt één geheel met het Slot Nymphenburg en de parkbouwwerken.
Het is gelegen ten westen van München in het district Neuhausen-Nymphenburg, op de grens met Pasing-Obermenzing.

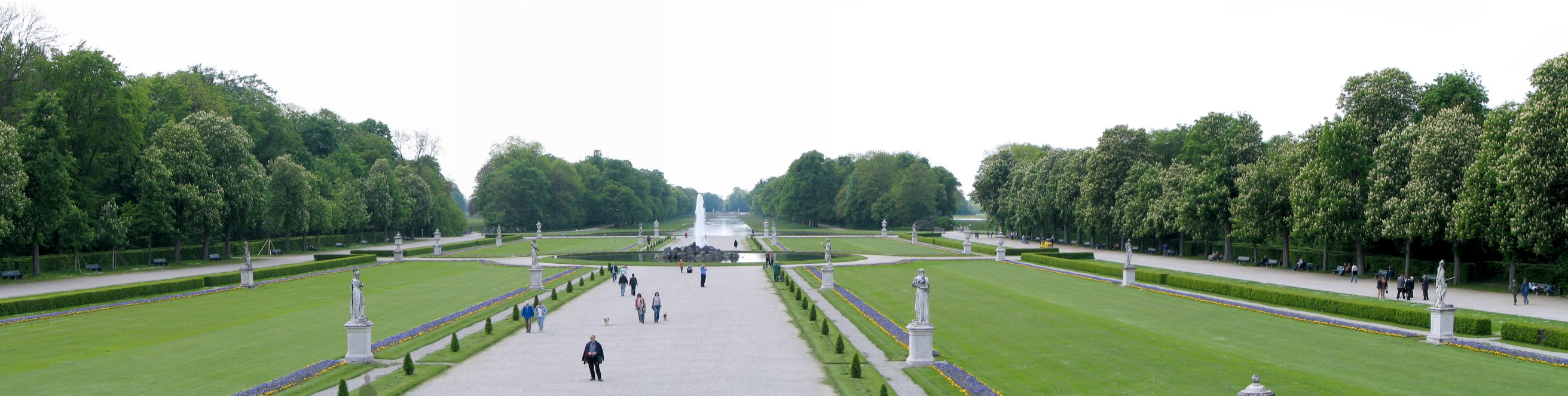
Zicht vanaf de tuintrappen van het Slot naar het westen

Het harmonieuze geheel van formele tuin (nabij het slot) en landschapspark met de diverse bouwwerken, geldt als meesterwerk van de tuinarchitectuur en wordt dan ook, samen met het slot, druk bezocht.
Het geheel is nog grotendeels door de historische tuinmuur omsloten. Ten noorden ervan ligt ook nog de botanische tuin van München (Botanischer Garten München-Nymphenburg).
Oorspronkelijk was het een baroktuin naar het voorbeeld van Vaux-le-Vicomte. Vanaf 1799 werd hij heraangelegd in zijn huidige vorm door Friedrich Ludwig Sckell.
Het Mittelkanal verdeelt het landschap in een noordelijk en zuidelijk deel. De watertoevoer vanuit de westelijker stromende Würm gebeurt door het Nymphenburger Kanaal. Er zijn ook nog de aangelegde Badenburger See en Pagodenburger See. De pompinstallatie bevindt zich in het Grüne Brunnhaus.
Het domein heeft een oppervlakte van 229 ha, waarvan 180 ha binnen de tuinmuur.